# Гаскар, Пьер
Пьер Гаскар (фр. Pierre Gascar), настоящая фамилия Фурнье (фр. Fournier; 13 марта 1916 — 20 февраля 1997) — французский писатель-прозаик, критик; лауреат Гонкуровской премии 1953 года и Большой литературной премии Французской академии 1969 года.

## Биография
Родился в 1916 году в Париже в рабочей семье. Частично провёл своё детство в Перигоре; воспоминания о своём детстве и отрочестве отразил в романах «Зерно», «Самое лучшее в жизни» и «Чары». Окончив среднюю школу, вернулся в Париж, занялся политической деятельностью и поддержкой левых; был членом различных союзов писателей. Во время Второй мировой войны попал в немецкий плен, где провёл пять лет; некоторое время находился в лагере под местечком Рава-Русская на Западной Украине, где работал могильщиком и вынужден был следить за скрывающимися евреями. Воспоминания о войне отразил в этюде 1967 года «История жизни французских пленных в Германии».
После войны стал журналистом. В 1953 году за сборник новелл «Звери» и антифашистскую повесть «Время мёртвых» (в некоторых русских переводах известна как «Година смерти») удостоен Гонкуровской премии, после чего сконцентрировался на своей литературной деятельности. Его литературное творчество включало элементы натурализма (сборники новелл «Звери» и «Женщины») и характеризовалось изображением отношений между людьми, животными и растениями, что привлекало внимание публики. Также Гаскар обращался нередко к истории Востока (книги очерков «Открытый Китай» и «Путешествие к живым»), критике мещанства («Напрасные шаги») и колониализма («Коралловая отмель»), а также осуждению фашизма («Беглец»).
Также Гаскар был автором биографий ряда персон, в которых он нередко видел черты характера, схожие с его собственным (жажда знаний, независимость, чувство безустанности): Александр фон Гумбольдт, Жорж-Луи Леклерк де Бюффон и Бернар Палисси. В некоторых своих произведениях он применял философский и поэтический подход к изучению природы. Он был одним из авторов сценария к фильму Жоржа Франжю «Глаза без лица». Из иных его работ выделяются драматические произведения, альбомы писателей и предисловия. В 1969 году удостоен Большой литературной премии Французской академии, в 1994 году — премии Роже Кайуа, чьим отношением к натурализму он восхищался. Большая часть работ Гаскара была издана парижским издательством «Галлимар».
Скончался в 1997 году.

## Избранная библиография
- 1949: Имущество (Les Meubles)
- 1951: Закрытое лицо (Le visage clos)
- 1953: Звери (Les Bêtes)
- 1953: Время мёртвых (Le temps des morts)
- 1955: Женщины (Les Femmes)
- 1955: Открытый Китай (Chine Ouverte)
- 1955: Зерно (La graine)
- 1956: Зелень улиц (L’herbe des rues)
- 1958: Напрасные шаги (Les pas perdus)
- 1958: Путешествие к живым (Voyage chez les vivants)
- 1958: Коралловая отмель и слепые из Сен-Ксавье (La barre de corail & Les aveugles de Saint-Xavier)
- 1960: Солнечные (Soleils)
- 1961: Беглец (Le fugitif)
- 1962: Головокружение от настоящего: это трудное согласие с миром (Ce difficile accord avec le monde)
- 1962: Китай и китайцы (La Chine et les chinois)
- 1962: Франция (La France)
- 1962: Нормандия (Normandie)
- 1962: Шамбор (Chambord)
- 1963: Огненные бараны (Les moutons de feu)
- 1964: Самое лучшее в жизни (Le meilleur de la vie)
- 1965: Чары (Les Charmes)
- 1967: История жизни французских пленных в Германии. 1939—1945 (Histoire de la captivité des français en Allemagne. (1939—1945))
- 1968: Авто (Auto)
- 1969: Химеры (Les Chimères)
- 1971: Арка (L’arche, Gallimard)
- 1971: Рембо и Коммуна (Rimbaud et la Commune)
- 1972: Предзнаменование (Le présage)
- 1973: Латинский квартал. Воспоминания (Quartier Latin, la mémoire)
- 1975: Источники (Les sources)
- 1977: Карл VI и бал объятых пламенем (Charles VI, le bal des ardents)
- 1979: Тоффоли, или сила судьбы (Toffoli ou la force du destin)
- 1980: Преступный бульвар (Le boulevard du crime)
- 1980: Тень Робеспьера (L’ombre de Robespierre)
- 1980: Тайны господина Бернара — Бернар Палисси и его время (Les secrets de maître Bernard — Bernard Palissy et son temps)
- 1981: Власть растений (Le règne végétal)
- 1981: Жерар де Нерваль и его время (Gérard de Nerval et son temps)
- 1983: Бюффон (Buffon)
- 1983: Фортик (Le fortin)
- 1984: Парижский дьявол (Le diable à Paris)
- 1985: Исследователь Гумбольдт (Humboldt l’explorateur)
- 1986: На пути к господину Пастеру (Du côté de chez Monsieur Pasteur)
- 1988: Чтобы говорить с цветами (Pour le dire avec des fleurs)
- 1988: Монтескьё (Montesquieu)
- 1989: Альбом писателей Революции (Album Les écrivains de la révolution)
- 1991: Портреты и подарки (Portraits et Souvenirs)
- 1992: Большой дуб (Le gros chène)
- 1992: В человеческом лесу (Dans la forêt humaine)
- 1993: Женева (Genève)
- 1993: Пустошь (La friche)
- 1995: Бестарий Хорвата (Le bestiaire d’Horvat)
- 1998: Аиссе (Aïssé)
- 1998: Транссибирский (Le transsibérien)
- 1998: Волос, совместный труд (Le cheveu, ouvrage collectif)
- 1999: Гесконь (Gescogne)
- 2000: Человек и животное (L’homme et l’animal)